# Australoeuops suturalis
Australoeuops suturalis es una especie de coleóptero de la familia Attelabidae.

## Distribución geográfica
Habita en Papúa Nueva Guinea y Australia.